# Maria do Céu
Siostra Maria do Céu, ps. Marina Clemência, właśc. Maria de Eça de Castro (ur. 11 września 1658 w Lizbonie, zm. 28 maja 1753 tamże) – portugalska poetka, pisarka i dramaturg epoki baroku, tworząca w językach portugalskim i kastylijskim, zaliczana do wybitnych autorek pochodzących z Półwyspu Iberyjskiego, porównywana do neapolitańskiego poety Giambattisty Mariniego oraz do innej piszącej zakonnicy, meksykańskiej karmelitanki Juany Inés de la Cruz.

## Życiorys
Maria urodziła się w Lizbonie w rodzinie szlacheckiej jako córka Antónia de Eça de Castro i Catariny de Távora. Obie jej siostry, Francisca Benta de Távora i Isabel da Silva, poślubiły wysokich rangą dowódców wojskowych. Podobnie jak Maria, Isabel była poetką, autorką takich utworów jak Comédia de Santa Iria, Estrela Errante, Noites de Sol czy Obras de Misericórdia.
W czerwcu 1675 roku Maria wstąpiła do elitarnego klasztoru franciszkanek Nossa Senhora da Piedade da Esperança w Lizbonie. Profesję zakonną złożyła w roku 1676. W zgromadzeniu m.in. sprawowała funkcję furtianki, była mistrzynią nowicjatu i dwukrotnie pełniła urząd przeoryszy.

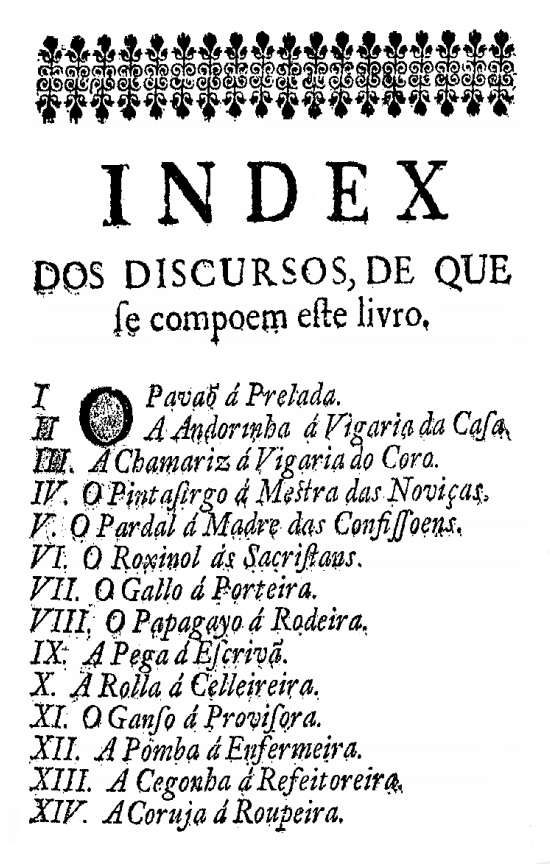
Strona zbioru Aves ilustradas Marii do Céu, wydanego w Lizbonie w roku 1734

## Twórczość literacka
W praktyce twórczej siostry Marii do Céu znalazły odbicie i zastosowanie wszystkie podstawowe tendencje literacko-estetyczne epoki
baroku. Twórczość literacka lizbońskiej pisarki obejmuje zarówno utwory religijne, jak i dzieła o charakterze świeckim, w tym powieści alegoryczne, poematy oraz zbiory wierszy i przypowieści (adagiów).
W roku 1681 Maria do Céu napisała pierwszą powieść alegoryczną Escarmentos de flores, natomiast pierwotna wersja kolejnego utworu tego typu A preciosa powstała w roku 1690. Późniejsze dzieła były drukowane w Lizbonie pod imieniem zakonnym (Maria do Ceo) lub pseudonimem (Marina Clemência) autorki. W latach 40. XVIII wieku dwa tomy jej utworów zostały wydane w Madrycie, gdzie także cieszyły się sporą popularnością.
Za najwybitniejszy utwór Marii do Céu współcześni historycy literatury uznają erudycyjną, pisaną prozą i wierszem, dwuczęściową powieść alegoryczną A preciosa, wydaną ponownie z manuskryptu na początku lat 90. XX wieku. Wśród motywów zaczerpniętych z ksiąg biblijnych oraz greckiej i rzymskiej mitologii, w powieści pojawiają się również odniesienia do filozofii klasycznej i scholastycznej, romansu dworskiego i powieści pastoralnej. Dla sióstr zakonnych przeznaczony był alegoryczny utwór Aves ilustradas, będący zbiorem budujących przykładów, skonstruowanym w formie ptasiej debaty. Dzieło to jest uznawane za jeden z najlepszych z literaturze portugalskiej przykładów wykorzystania bajki zwierzęcej w jej funkcji dydaktycznej.
Zachowała się również obszerna korespondencja Marii do Céu, podpisującej się jako Sor Maria del Cielo, prowadzona z ważnymi osobistościami związanymi z dworem królewskim, m.in. Teresą de Moncada y Benavides, księżną Medinaceli oraz jej córką.

## Wydania dzieł
- A feniz apparecida na vida, morte, sepultura, & milagres da gloriosa S. Catharina, rainha de Alexandria, virgem & martyr, Lisboa: Officina Real Deslandesiana, 1715
- Rozario dos attributos divinos, Lisboa: Officina Joaquinianna da Musica, 173?
- A preciosa. Allegoria moral, Lisboa: D. Jaime de La Té e Sagau, 1731
- A preciosa. Obras de misericórdia, em primorosos, e mysticos dialogos expostas, Lisboa Occidental: Officina da Musica, 1733
- Aves ilustradas em avisos para as religiosas servirem os officios dos seus mosteiros, Lisboa: Officina Miguel Rodrigues, 1734; wyd. II – Lisboa: Officina Miguel Rodrigues, 1738
- Obras varias e admiraveis da M. R. Madre Maria do Ceo, Lisboa Occidental, Officina de Manoel Fernandes da Costa, 1735
- Enganos do bosque, dezenganos do Rio, Lisboa: Officina de Manoel Fernandes da Costa, 1736; wyd. II – Lisbona: Officina de António Lisboa da Fonseca, 1741
- Triunfo do rosario repartido em sinco autos do mesmo muito devotos, e divertidos, pelas singulares idéas, com que os compoz a muito reverenda Madre Maria do Ceo, Lisboa Occidental: Officina de Miguel Manescal da Costa, 1740
- Obras varias y admirables de la Madre Maria do Ceo, religiosa francisca y abadesa del convento de la Esperanza de Lisboa. Corregidas de los muchos defectos de la edición portuguesa, é ilustradas con breves notas por el Doct. Fernando Setien Calderon de la Barca, Madrid: Antonio Marin, 1744 (dwa tomy)
- Metaforas das flores pela M. R. Madre Maria do Ceo, Lisboa: Typographia da rua dos Retrozeiros, 1873
- A Preciosa de Sóror Maria do Céu. Edição actualizada do Códice 3773 da Biblioteca Nacional precedida de um estudo histórico, Lisboa: Instituto Nacional de Investigação Científica, 1990
- Triunfo do rosário repartido em cinco autos, Lisboa: Quimera, 1992
- Rellação da vida e morte da serva de Deos a veneravel Madre Elenna da Crus por Sóror Maria do Céu. Transcição do Códice 87 da Biblioteca Nacional precedida de um estudo histórico, Lisboa: Quimera, 1993[11][12][13].